# Урочище «Великий ліс»
Урочище «Великий ліс» — заповідне урочище місцевого значення. Об'єкт розташований між селами Паланочка та Жолудькове Уманського району Черкаської області, квартал 92, виділ 4 (10 га), квартал 102 виділ 5 (5,6 га) Маньківського лісництва.
Площа — 15,6 га, статус отриманий 25 травня 1990 року.